# Chiesa di San Nicolò alla Kalsa
La chiesa di San Nicolò alla Kalsa o «dei Latini» era un luogo di culto ubicato in Piazza Santo Spirito, presso Porta Felice, nel centro storico della città di Palermo.

## Storia
La chiesa di San Nicolò alla Kalsa o «dei Latini» o «dei Franchi» si distingueva dalla remota chiesa di San Nicolò la Carruba o «dei Greci», luogo di culto rito greco.

### Epoca aragonese
- 1306, Datazione dei primi documenti per la richiesta di costruzione della Cappella del Santissimo Crocifisso patrocinata dalla famiglia di Giovanni I Chiaramonte.[3][4]
- 1338, È documentata la costruzione della Cappella Chiaramonte presso la Cappella del Santissimo Crocifisso per seppellire i membri della famiglia Chiaramonte.[2] La tradizione vuole che il Crocifisso sia stato plasmato da Nicodemo e San Luca, condotto in Sicilia da Sant'Angelo Carmelitano nel 1220, per essere donato a Francesco Staufer de Antiochia e alla cattedrale nel 1311 da Manfredi I Chiaramonte, conte di Modica.[5]
- 1399, La chiesa è menzionata in un documento di conferimento da Bonifacio IX ed è utilizzata come riferimento topografico per la localizzazione di possedimenti in molte volontà testamentarie.[6]
- XV secolo, Il cappellone è patrocinato dalla famiglia Imperatore.[7]
- XV secolo, La chiesa è comunicante con l'Ospedale di San Bartolomeo.[8] I cappellani della parrocchia amministravano i sacramenti ai degenti infermi dell'attiguo nosocomio.

### Epoca spagnola
Tommaso Fazello fornisce una delle prime descrizioni del tempio.
Nel 1581, nell'ottica di prolungare la strada del Cassaro dalla chiesa di Santa Maria di Porto Salvo fino a Porta Felice si rese necessario atterrare diversi fabbricati.
- 1654 - 1660, Restauri. La facciata è rivolta ad occidente, i lavori di perfezionamento trasformarono le venti colonne in pilastri, l'interno fu arricchito di stucchi e dorature. Il prospetto è dedicato all'Immacolata Concezione, sono presenti le statue raffiguranti Sant'Andrea Apostolo e San Giacomo Minore, Sant'Ambrogio e Sant'Agostino d'Ippona, San Gregorio Magno e San Girolamo, in cima alla cuspide è collocata la statua di San Nicola di Mira.[6]

### Epoca borbonica
L'interno era ripartito in tre navate per mezzo di sedici colonne e sedici archi, vanta un cappellone nella zona absidale con altare maggiore e coro. Nelle navate laterali erano addossate otto cappelle, quattro per parete:
- Cappella della Madonna con Bambino. Ultimo manufatto prossimo al cornu evangelii recante bassorilievi.[10]
- Cappella del Crocifisso. Manufatto collocato sulla navata destra vicino al cappellone.[10]
- Cappella di Sant'Andrea. Manufatto collocato sulla navata destra adiacente al precedente, ambiente adibito ad oratorio.[10]

La chiesa è altrimenti documentata come Cappella Regia e Cappella degli Inquisitori.
- 1823, La costruzione fu danneggiata dal terremoto di Pollina del 5 marzo e successivamente rasa al suolo al fine di creare l'attuale piazza Santo Spirito.
- XIX secolo, L'edicola di bottega gaginiana raffigurante l'Incoronazione della Vergine è stata assemblata nella terza cappella della navata destra della chiesa di Santa Maria della Catena.
- XVI secolo, Madonna tra Santi, dipinto di Giuseppe d'Alvino, opera custodita nella Galleria regionale della Sicilia di «Palazzo Abatellis».

## Compagnia del Santissimo Sacramento di San Nicolò alla Kalsa
- 1520 - 1590, Sono documentati la cappella e l'oratorio di Sant'Andrea. Tra le finalità del sodalizio quella di accompagnare il Santissimo Viatico per impartire la comunione agli infermi. La compagnia è attestata presso la primitiva Cappella di Sant'Andrea.[11]

## Oratorio
- 1573, Costruzione del nuovo oratorio. Nel cappellone è documentato un quadro di Giovanni Francesco Barbieri detto il «Guercino» attorniato da statue in stucco della Fede e della Carità,[7] alle pareti le decorazioni ad ornamento delle finestre con coppie di statue, opere di Giacomo Serpotta raffiguranti gli Apostoli.[12]

L'oratorio fu perfezionato e abbellito nel XVII secolo.

## Ospedale di San Bartolomeo
- Ospedale di San Bartolomeo presso Porta Felice.[1]

## Fontana del «Cavallo Marino»
Dopo il terremoto di Pollina del 5 marzo 1823 le macerie del tempio ingombrarono la spianata per decenni. Abbattuti i ruderi, nell'area fu riassemblata una scultura di Ignazio Marabitti: la Fontana del Cavallo Marino, manufatto proveniente dal giardino di palazzo Ajutamicristo.